# استیون اریکسون (قایقران قایق بادبانی)
استیون اریکسون (انگلیسی: Steven Erickson؛ زادهٔ ۱۴ اوت ۱۹۶۱) قایقران قایق بادبانی اهل ایالات متحده آمریکا است.
وی در مسابقات کشوری و بین‌المللی در مجموع برندهٔ ۱ مدال طلا شده‌است.